# 岡田茂 (昭和産業)
岡田 茂（おかだ しげる、1953年2月27日 - ）は、日本の実業家。昭和産業代表取締役社長や、同社代表取締役会長、製粉協会会長、日本植物油協会副会長などを歴任した。

## 人物・経歴
埼玉県出身。1975年明治大学農学部農芸化学科卒業、昭和産業入社。製粉事業を長く担当し、ぶどう糖事業本部長や、大阪支店長を経て、2005年執行役員に昇格。2008年常務取締役。2010年専務取締役。
2011年から昭和産業代表取締役社長を務め、為替レートの変動や環太平洋パートナーシップ協定などで激変する経営環境への対応にあたった。2016年代表取締役会長。2017年取締役会長。2018年特別顧問。製粉協会会長、日本植物油協会副会長なども務めた。
2023年、旭日中綬章受章。